# Diallylpolysulfide
Diallylpolysulfide sind Organische Polysulfide, deren Schwefelkette an beiden Enden mit einer Allylgruppe abschließt. 

## Vertreter
| Diallylpolysulfide |                               |                                 |                                 |                                |                                 |
| Name               | Diallyltrisulfid              | Diallyltetrasulfid              | Diallylpentasulfid              | Diallylhexasulfid              | Diallylheptasulfid              |
| Strukturformel     | Struktur von Diallyltrisulfid | Struktur von Diallyltetrasulfid | Struktur von Diallylpentasulfid | Struktur von Diallylhexasulfid | Struktur von Diallylheptasulfid |
| CAS-Nummer         | 2050-87-5                     | 2444-49-7                       | 118686-45-6                     | 137443-18-6                    | 139693-24-6                     |
| CAS-Nummer         | 72869-75-1                    |                                 |                                 |                                |                                 |
| PubChem            | 16315                         | 75552                           | 10131025                        | 9882013                        |                                 |
| Summenformel       | C6H10S3                       | C6H10S4                         | C6H10S5                         | C6H10S6                        | C6H10S7                         |
| Molare Masse       | 178,3 g·mol−1                 | 210,4 g·mol−1                   | 242,5 g·mol−1                   | 274,5 g·mol−1                  | 306,61 g·mol−1                  |
| Aggregatzustand    |                               |                                 |                                 |                                |                                 |

## Vorkommen und Entstehung

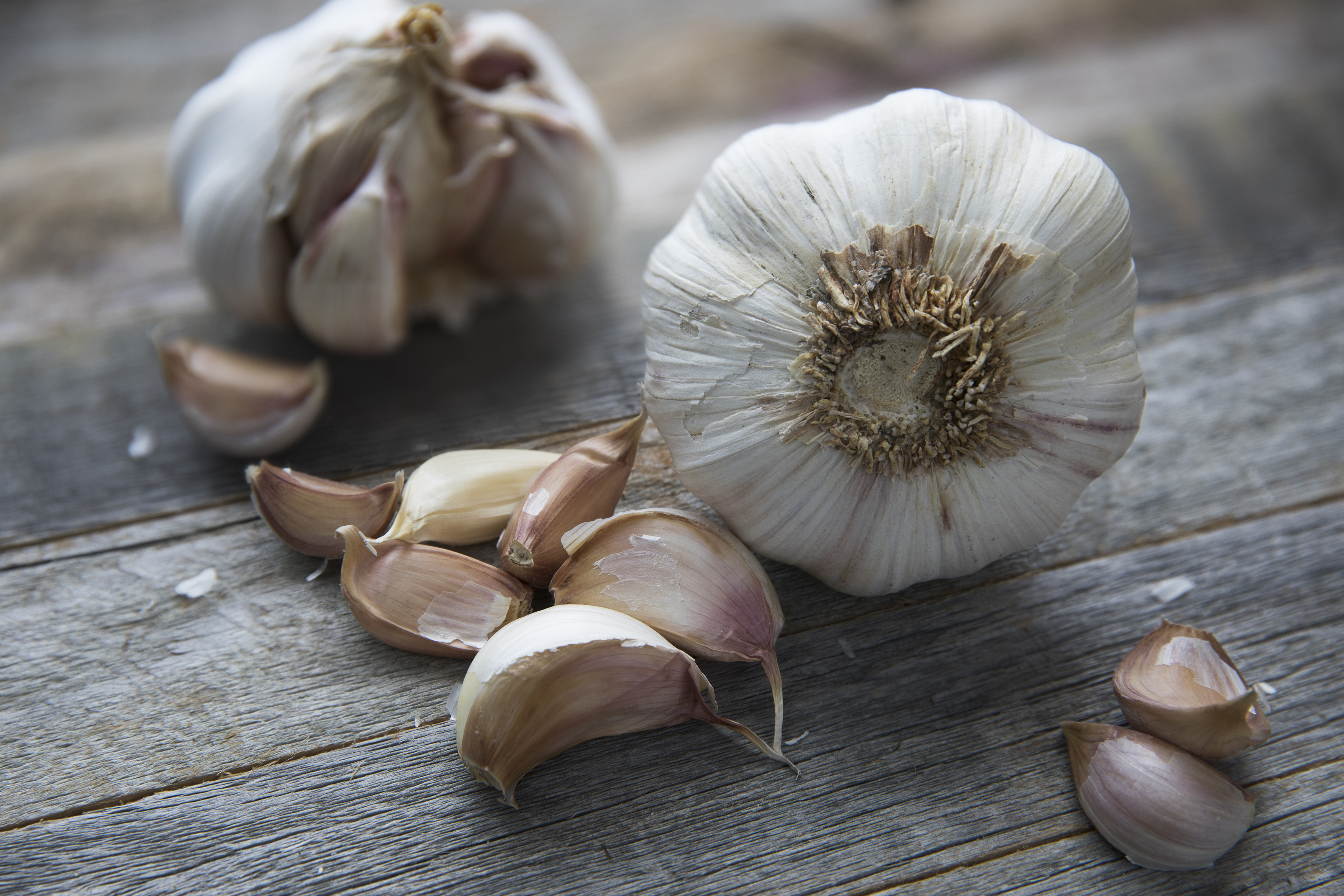
Knoblauch enthält verschiedene Diallylpolysulfide in größeren Mengen

Diallylpolysulfide kommen beispielsweise im ätherischen Öl von Knoblauch vor. Vermutlich entstehen sie im Herstellungsprozess aus Allicin. In den Ölen verschiedener anderer Pflanzen kommt vor allem Diallyltrisulfid, jedoch keine längerkettigen Diallylpolysulfide vor. Dazu gehören zum Beispiel die Zwiebel und der Weinberglauch. Auch in Schnittlauch kommen Diallylpolysulfide vor. Das ätherische Öl von Adenocalymma alliaceae besteht fast vollständig aus Diallyldisulfid, Diallyltrisulfid und Diallyltetrasulfid.

## Herstellung
Umsetzung von Schwefel und Natriumsulfid mit Allylbromid und Tetrabutylammoniumbromid ergibt eine Mischung aus Diallyltrisulfid, Diallyltetrasulfid, Diallylpentasulfid und Diallylhexasulfid.

## Eigenschaften
Diallyltrisulfid und -tetrasulfid sind ölige Flüssigkeiten. Die Diallylpolysulfide sind neben Diallyldisulfid und anderen Schwefelverbindungen für den charakteristischen Geruch von Knoblauch verantwortlich. In verschiedenen Studien hatten Diallylpolysulfide in vitro antibakterielle Wirkung, z. B. gegen Heliobacter pylori, Klebsiella pneumoniae, Pseudomonas aeruginosa und Staphylococcus aureus. Zusätzlich zeigten die Verbindungen auch fungizide Eigenschaften gegen mehrere Arten der Gattung Candida. Die Wirkung gegen nimmt dabei mit der Kettenlänge zu, so war Diallyltetrasulfid stärker wirksam als Diallyltrisulfid und dieses wiederum stärker als Diallyldisulfid. Die längeren Diallylpolysulfide ab Diallyltetrasulfid und insbesondere Diallylheptasulfid, sind starke Antioxidationsmittel.

## Verwendung
Diallylpolysulfide als Gemisch sind in der EU unter der FL-Nummer 12.074 als Aromastoff in Lebensmitteln allgemein zugelassen. Diallyltrisulfid ist als Einzelstoff mit einer Mindestreinheit von 65 % unter der FL-Nummer 12.009 zugelassen und darf laut Zulassung auch einen Anteil an Diallyltetrasulfid enthalten.